# Free-by-cyclic群
在群論中，如果有一個自由正規子群F，使得商群G/F是循環群，则群G稱為free-by-cyclic群，
換言之，如果G是一個循環群對一個自由群的群擴張，则G是一个free-by-cyclic群。
若F是有限生成群，則稱G是(finitely generated free)-by-cyclic群。